# 小花地不容
小花地不容（学名：Stephania micrantha）是防已科千金藤属的植物，为中国的特有植物。分布于中国大陆的广西等地，常生长在石山上，目前尚未由人工引种栽培。